# 龙山县
29°27′22″N 109°26′31″E / 29.45611°N 109.44194°E
龙山县（土家语：Longrsanx xianf）是中国湖南省湘西土家族苗族自治州西北部的一个县，在沅江支流酉水上游；邻接湖北省、重庆市。
区域总面积为3,131平方公里；总人口59万人，其中少数民族41.89万人，占71%，以土家族、苗族为主。县人民政府驻：民安街道。國產值总量14.9亿元（西元2004年）。丰富的土家族文化为龙山县的特色。全国仅存的土家语使用人口大部分都集中在龙山县。

## 历史
龙山縣，汉代为“酉阳县”地，三国时蜀设“黚阳县”，南北朝梁（萧梁）时为“大乡县”，五代、后晋设“上溪州”，元朝为“白崖洞长官司”，清朝雍正七年定名“龙山县”，至此承袭此名至今。

## 人口
根據第七次人口普查數據，截至2020年11月1日零時，龍山縣常住人口為476439人。

## 地理
龙山为澧水南源之地，属于湖南、重庆和湖北三地交界之地；地处云贵高原东端，武陵山脉从辖境东北至西南穿境而过。至高点为万宝山主峰，海拔1736米，至低点海拔218米。主要河流有酉水、洗车河、汝池河、湛家河；水库有碗米、卧龙、贾坝、湾塘水库以及双潭溪和光明水库。
乌龙山国家地质公园位于龙山中西部，由乌龙山大峡谷、洛塔、八面山、酉水河等景区构成，面积406平方公里。园区内层峦叠嶂，峰险石奇，峡谷幽深，地质构造条件独特，石林、溶洞、峡谷、地表台地和瀑布、地下河等岩溶地质遗迹十分丰富。这里是中国南方裸露型岩溶地质地貌的典型代表，具有极高的观赏价值和科研价值。不同的地貌类型，见证了乌龙山千百万年来千变万化的地质历史。境内还有厚重的历史文化底蕴。这里有湘西最早的土著石城--吴著厅，有被称之为21世纪“惊世大发现”的里耶秦简，有中国历史文化名镇-里耶镇。
相邻县级行政区有，东北与桑植县交界，东与永顺县接壤，南临保靖县，西南和重庆相连，西北与湖北为邻。

## 行政区划
龙山县下辖4个街道办事处、12个镇、5个乡：
民安街道、华塘街道、兴隆街道、石羔街道、洗车河镇、石牌镇、茨岩塘镇、红岩溪镇、靛房镇、苗儿滩镇、里耶镇、桂塘镇、召市镇、洗洛镇、水田坝镇、农车镇、洛塔乡、大安乡、内溪乡、咱果乡和茅坪乡。

## 政治

### 现任领导
| 机构     | 龙山县人民政府 县长 | · 中国共产党 · 龙山县委员会 · 书记 | 龙山县人民代表大会 常务委员会 主任 | · 中国人民政治协商会议 · 龙山县委员会 · 主席 |
| -------- | ------------------- | ---------------------------------- | ---------------------------------- | -------------------------------------------- |
| 姓名     | 周胜益              | 时荣芬‌‌                             | 黄勇                               | 杨波                                         |
| 民族     | 苗族                | 苗族                               |                                    |                                              |
| 出生地   | 湖南省保靖县        | 湖南省花垣县                       |                                    |                                              |
| 出生日期 | 1972年9月（52歲）   | 1976年12月（48歲）                 |                                    | 1968年2月（57歲）                            |
| 就任日期 | 2022年3月           | 2022年1月                          | 2021年10月                         | 2021年10月                                   |

## 交通
- 209国道、 353国道过境。
- 黔常铁路：龙山北站